# Șipote (okręg Jassy)
Șipote – wieś w Rumunii, w okręgu Jassy, w gminie Șipote. W 2011 roku liczyła 1005 mieszkańców.